# Grundgebirge der Antarktischen Halbinsel

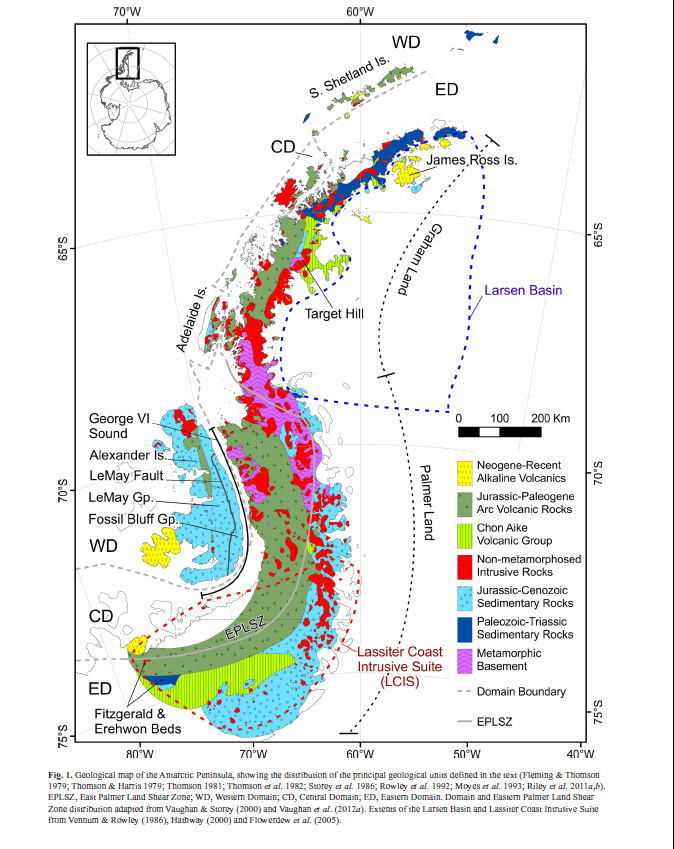
Geologische Karte der Antarktischen Halbinsel mit violett markierten Grundgebirgsaufschlüssen

Das Grundgebirge der Antarktischen Halbinsel tritt in Aufschlüssen im Nordwesten und Nordosten von Palmerland und im Westen und Osten von Grahamland auf. Es besteht überwiegend aus Metabasiten (metamorph überprägte basische Gesteine), verschiedenartigen Gneisen, Paragneisen und Graniten.
Die ältesten Gesteinsaufschlüsse lassen sich bis ins frühe Ordovizium mit Alter um 487 und 485 mya zurückverfolgen. Obwohl keine vor-ordovizische Aufschlüsse gefunden wurden, weisen häufige Zirkone mesoproterozoische und vereinzelte Gesteinskörner mesoarchaische bis paläoproterozoische Alter auf. Daraus kann auf eine entsprechend alte Erdkruste am Kontinentalrand Gondwanas geschlossen werden, an dem sich die Proto-Antarktische Halbinsel (AH) seinerzeit entwickelte.

## Aufschlüsse und Gesteine

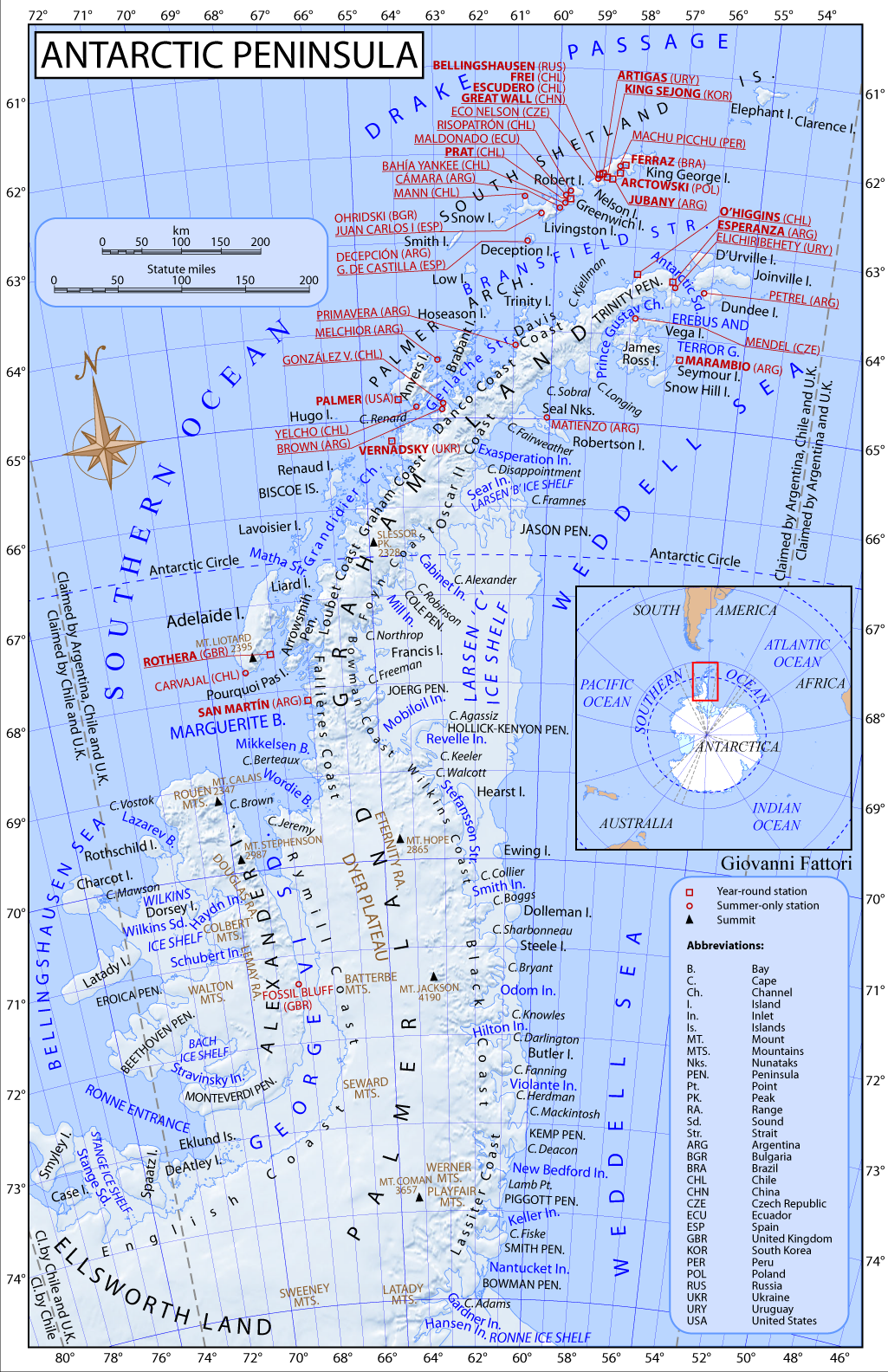
Karte der Antarktischen Halbinsel
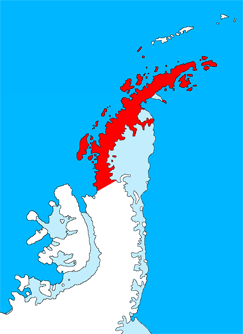
Lage vom Grahamland
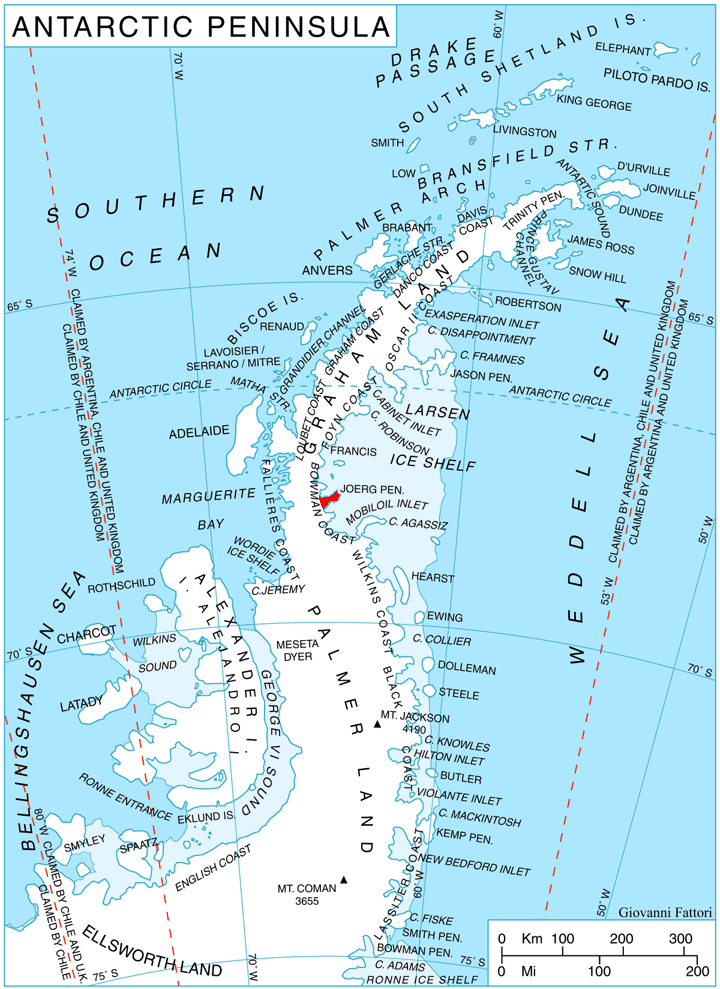
Lage der Joerg-Halbinsel
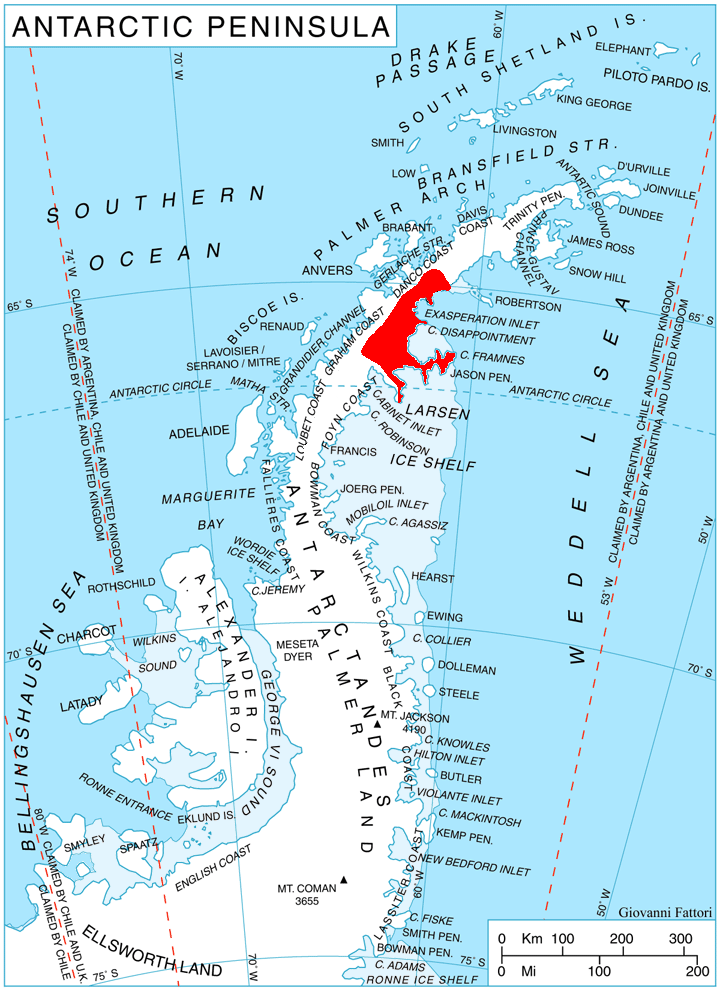
Lage der Oskar-II.-Küste

- Im Grahamland liefern dioritische Gneise am Eden-Gletscher frühordovizische Alter von Protolithen (Ausgangsgesteinen) von 487 und 485 mya. Sie stellen die ältesten in situ-Gesteine dar, die auf der AH identifiziert wurden. Ein vergleichbarer Magmatismus lässt sich im North Patagonian Massif[1] und im Deseado Massif[2] im heutigen Patagonien sowie im Famatina Complex[3] im heutigen Nordwesten Argentiniens nachweisen. Aus ihnen kann auf eine gemeinsame tektonische Vergangenheit vor dem Zerfall Gondwanas geschlossen werden. Die Trennung Patagoniens von Antarktika erfolgte um 147 mya (siehe auch → Weddellmeer-Riftsystem). Diese Protolithe unterlagen zwei Phasen permischer Metamorphose um ca. 275 und 257 mya, teilweise zusammenfallend mit Dioritplutonismus in diesem Gebiet um 272 mya. Am Adie Inlet wurden granitische Leukosomen aus Paragneisen auf 276 mya datiert. Zwischen 259 und 257 mya intrudierten Granodiorite und xenolithreiche Dioritgneise. Der Diorit legte die Paragneisleukosomen in enge Falten. Auf Horseshoe Island entstanden silurische Protolithe mit Alter um 431 mya und permische Orthogneise um 270 mya. Um 206 mya trat eine triassische mylonitische Verformung ein. Südlich von Cabinet Inlet bis zur Joerg-Halbinsel entwickelte sich triassischer Magmatismus, der um 236 mya datiert. Am Kap Casey entstanden triassische migmatische Leukosomen um 224 mya. Weiterer Magmatismus und Deformationen entwickelte sich im Trias bis um 209 mya am Kap Casey. Ein geologisch markanter Grundgebirgsblock ist der ca. 10 Kilometer lange und ca. 1010 Meter hohe Target Hill an der Oskar-II.-Küste, etwa 10 km westlich des Mount Fritsche an der Südflanke des Leppard-Gletschers. Dieser enthält einen großen Bruch entlang des Cabinet Inlet. Im Norden wurden ordovizische und permische Protolithe während zweier Episoden permischer Deformationen und Metamorphosen variabel migmatisiert, während im Süden triassische Protolithe und triassische Metamorphosen anzutreffen sind[4][5].

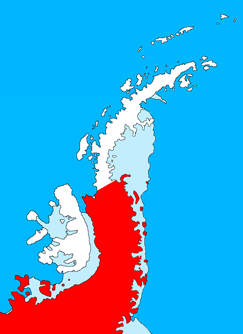
Lage von Palmerland

- Im nordwestlichen Palmerland bildeten sich am Mount Eissinger silurische Protolithe von Graugneisen um 435 mya und Orthogneisen um 422 mya. Die Orthogneise wurden im Trias um 228 mya metamorph überprägt und partiell aufgeschmolzen (Anatexis), die Graugneise um 227 mya sowie um 202 mya metamorph überprägt. Die Campbell Ridges weisen vererbte proterozopische, kambrische und ordovizische Orthogneise um 1000, 530 und 460 mya auf. Sie kristallisierten in der Trias um 227 mya. Im Orion-Massiv kristallisierten permische Magmen um 258 mya und triassische Granite um 233 mya. Im frühen Jura wurden sie um 206 mya metamorph überprägt und partiell aufgeschmolzen (Anatexis). In den Sirius-Kliffs kristallisierten triassische Granite um 233 mya, ebenso die benachbarten Fomalhaut-Nunatak. In den Pegasus Mountains bildeten sich triassische Orthogneise um 228 mya. Im Nordosten von Palmerland kristallisierten am Mount Charity permische porphyritische Granite um 267 und 259 mya[4][5].

## Metamorphosen
Die Orthogneise, Paragneise, Metabasite, (Amphibolite) und metamorph überprägten Sedimente (Metasedimente) im nordwestlichen Palmerland weisen eine amphibolitische bis granulitische Fazies auf. Im Nordosten von Palmerland erfolgte niedergradiger Metamorphismus mit Amphibolit-Fazies. Im südlichen und östlichen Grahamland wurden während des Ordoviziums, Perms und der Trias ordovizische und jüngere Protolithe in amphibolitische Orthogneise, Metabasite, Migmatite und Paragneise metamorph überprägt.

## Zirkone und Gesteinskörner
Obwohl keine vor-ordovizische Gesteinsaufschlüsse gefunden wurden, kommen detritische (verschleppte) Zirkone in Metasedimentgesteinen und vererbte Zirkone in Granitoiden häufig in mesoproterozoischen bis kambrischen Klasten vor. Sie stammen aus dem Adie Inlet-Paragneis im Osten von Grahamland und dem Campbell Ridges-Orthogneis im westlichen Palmerland. Deren Alter werden mit ca. 1880 mya und 1025 mya bzw. 1000 mya und 530 mya angegeben. Spärliche mesoarchaische bis paläoproterozoische Gesteinskörner kommen in View Piont-Klasten vor. Sie datieren auf ca. 3161 mya. Diese Vorkommen weisen auf das Vorhandensein ähnlich alter Kruste am gondwanischen Kontinentalrandes hin, an dem sich die Proto-AH entwickelte.
Auf diese alten Grundgebirgskrusten könnten auch die Intrusionen der Lassiter Coast Intrusive Suite hinweisen. Analysen deuten auf ein chemisch homogenes Ausgangsmagma als Quelle hin. Dieses wird auf 1259 bis 688 mya datiert, mit der Hauptphase zwischen 1200 und 1000 mya, was auf eine Herkunft aus einer proterozoischen Kruste hindeutet. Beim Aufstieg unterlag dieses Magma einer fraktionierten Kristallisation.